# Conjunto causal
Um conjunto causal, de maneira mais geral, é um conjunto em cujos elementos existe uma ordem unidirectional de maneira que se pode dizer "... foi causado por ...". Todos os detalhes dependem do caso - por exemplo, a forma suposta da causalidade. Conjuntos causais finitos são usados na física para modelar certos sistemas - por exemplo, nascimento e evolução de espaços, ou de regiões isolados, na cosmologia.
Por exemplo, é considerado que no caso duma causalidade não-determinística (com elementos futuros não representáveis pelos passados ou linearmente independentes), um conjunto causal pode descrever uma região isolada autónoma, onde as classes do elemento inicial e dos 1 - 2 - 4 ... elementos successivamente efetuados têm propriedades que se pode chamar a lógica, geometria, física interna, inclusive  formando às  dimensões e forças naturais primarias internos do conjunto,  inclusive à consideração das ocorrências na colisão de tais conjuntos causais com diferentes dimensões, forças e constantes naturais, ou são considerados casos de causalidades determinísticas onde, conforme os detalhes, dum ponto num conjunto fixo de dimensões resultam novos pontos no mesmo, com certas propriedades.

## Definição
Um conjunto causal (ou causet) é um conjunto {\displaystyle C} com uma relação de ordem parcial de {\displaystyle \preceq } que é:
- Reflexiva: Para todos {\displaystyle x\in C}, temos {\displaystyle x\preceq x}.
- Antissimétrica: Para todos {\displaystyle x,y\in C}, temos {\displaystyle x\preceq y} e {\displaystyle y\preceq x} implica {\displaystyle x=y}.
- Transitiva: Para todos {\displaystyle x,y,z\in C}, temos {\displaystyle x\preceq y} e {\displaystyle y\preceq z} implica {\displaystyle x\preceq z}.
- Poset localmente finito: Para todos {\displaystyle x,z\in C}, temos card{\displaystyle (\{y\in C|x\preceq y\preceq z\})<\infty }.

Aqui o card ({\displaystyle A}) denota a cardinalidade de um conjunto ({\displaystyle A}). Será escrito {\displaystyle x\prec y} se {\displaystyle x\preceq y} e {\displaystyle x\neq y}.
O conjunto {\displaystyle C} representa o conjunto de eventos do espaço-tempo e a relação de ordem de {\displaystyle \preceq } representa a relação causal entre eventos (ver estrutura causal  para a ideia análoga em um colector lorentziano). É a condição de finitude local que introduz discretidão no espaço-tempo.